# Långsjön (Vännäs socken, Västerbotten)
Långsjön är en sjö i Vännäs kommun i Västerbotten och ingår i Umeälvens huvudavrinningsområde.